# Konk
Konk is het tweede studioalbum van de Britse indierockgroep The Kooks. Het album kwam 14 april 2008 uit en is vernoemd naar de Konk Studio's waar het album is opgenomen. Bij het album zit een extra CD, geheten RAK. Deze CD is opgenomen in de RAK-studio's. De cd bevat zeven nieuwe nummers en een speciale versie van See The Sun.
Op 14 maart 2008 lekte het album uit op het internet.

## Nummers

### Konk
1. "See the Sun" – 3:36
2. "Always Where I Need To Be" – 2:41
3. "Mr. Maker" – 3:00
4. "Do You Wanna" – 4:06
5. "Gap" – 4:00
6. "Love It All" – 2:50
7. "Stormy Weather" – 4:01
8. "Sway" – 3:36
9. "Shine On" – 3:14
10. "Down to the Market" – 2:27
11. "One Last Time" – 2:38
12. "Tick of Time" - 4:25 (incl. minuut stilte na afloop)
13. "All Over Town" (verborgen nummer) – 3:14
14. "Bad Taste In My Mouth" - 3:27 (U.S. Bonus)
15. "Vicious" - 3:23 (U.S. Bonus)

### RAK
1. "Watching the Ships Roll In" – 3:21
2. "Eaten By Your Lover" – 1:05
3. "No Longer" – 3:44
4. "Fa La La" – 3:01
5. "Nothing Ever Changes" – 2:15
6. "By My Side" – 2:47
7. "Hatful of Love" – 3:32
8. "See the Sun (Alternatieve versie)" – 2:03
9. "Brooklyn (thuis demo)" – 2:25

## Hitnotering
| "Konk" in de Nederlandse Album Top 100 - binnen: 19 april 2008 | "Konk" in de Nederlandse Album Top 100 - binnen: 19 april 2008 | "Konk" in de Nederlandse Album Top 100 - binnen: 19 april 2008 | "Konk" in de Nederlandse Album Top 100 - binnen: 19 april 2008 | "Konk" in de Nederlandse Album Top 100 - binnen: 19 april 2008 | "Konk" in de Nederlandse Album Top 100 - binnen: 19 april 2008 | "Konk" in de Nederlandse Album Top 100 - binnen: 19 april 2008 | "Konk" in de Nederlandse Album Top 100 - binnen: 19 april 2008 | "Konk" in de Nederlandse Album Top 100 - binnen: 19 april 2008 | "Konk" in de Nederlandse Album Top 100 - binnen: 19 april 2008 | "Konk" in de Nederlandse Album Top 100 - binnen: 19 april 2008 | "Konk" in de Nederlandse Album Top 100 - binnen: 19 april 2008 | "Konk" in de Nederlandse Album Top 100 - binnen: 19 april 2008 | "Konk" in de Nederlandse Album Top 100 - binnen: 19 april 2008 | "Konk" in de Nederlandse Album Top 100 - binnen: 19 april 2008 | "Konk" in de Nederlandse Album Top 100 - binnen: 19 april 2008 | "Konk" in de Nederlandse Album Top 100 - binnen: 19 april 2008 | "Konk" in de Nederlandse Album Top 100 - binnen: 19 april 2008 | "Konk" in de Nederlandse Album Top 100 - binnen: 19 april 2008 | "Konk" in de Nederlandse Album Top 100 - binnen: 19 april 2008 | "Konk" in de Nederlandse Album Top 100 - binnen: 19 april 2008 | "Konk" in de Nederlandse Album Top 100 - binnen: 19 april 2008 | "Konk" in de Nederlandse Album Top 100 - binnen: 19 april 2008 | "Konk" in de Nederlandse Album Top 100 - binnen: 19 april 2008 | "Konk" in de Nederlandse Album Top 100 - binnen: 19 april 2008 | "Konk" in de Nederlandse Album Top 100 - binnen: 19 april 2008 | "Konk" in de Nederlandse Album Top 100 - binnen: 19 april 2008 | "Konk" in de Nederlandse Album Top 100 - binnen: 19 april 2008 | "Konk" in de Nederlandse Album Top 100 - binnen: 19 april 2008 | "Konk" in de Nederlandse Album Top 100 - binnen: 19 april 2008 | "Konk" in de Nederlandse Album Top 100 - binnen: 19 april 2008 | "Konk" in de Nederlandse Album Top 100 - binnen: 19 april 2008 | "Konk" in de Nederlandse Album Top 100 - binnen: 19 april 2008 |
| Week                                                           | 1                                                              | 2                                                              | 3                                                              | 4                                                              | 5                                                              | 6                                                              | 7                                                              | 8                                                              | 9                                                              | 10                                                             | 11                                                             | 12                                                             | 13                                                             | 14                                                             | 15                                                             | 16                                                             | 17                                                             | 18                                                             | 19                                                             | 20                                                             | 21                                                             | 22                                                             | 23                                                             | 24                                                             | 25                                                             | 26                                                             | 27                                                             | 28                                                             | 29                                                             | 30                                                             | 31                                                             |                                                                |
| -------------------------------------------------------------- | -------------------------------------------------------------- | -------------------------------------------------------------- | -------------------------------------------------------------- | -------------------------------------------------------------- | -------------------------------------------------------------- | -------------------------------------------------------------- | -------------------------------------------------------------- | -------------------------------------------------------------- | -------------------------------------------------------------- | -------------------------------------------------------------- | -------------------------------------------------------------- | -------------------------------------------------------------- | -------------------------------------------------------------- | -------------------------------------------------------------- | -------------------------------------------------------------- | -------------------------------------------------------------- | -------------------------------------------------------------- | -------------------------------------------------------------- | -------------------------------------------------------------- | -------------------------------------------------------------- | -------------------------------------------------------------- | -------------------------------------------------------------- | -------------------------------------------------------------- | -------------------------------------------------------------- | -------------------------------------------------------------- | -------------------------------------------------------------- | -------------------------------------------------------------- | -------------------------------------------------------------- | -------------------------------------------------------------- | -------------------------------------------------------------- | -------------------------------------------------------------- | -------------------------------------------------------------- |
| Nummer                                                         | 7                                                              | 9                                                              | 17                                                             | 18                                                             | 30                                                             | 33                                                             | 37                                                             | 45                                                             | 60                                                             | 57                                                             | 63                                                             | 59                                                             | 58                                                             | 60                                                             | 64                                                             | 53                                                             | 57                                                             | 58                                                             | 44                                                             | 47                                                             | 60                                                             | 66                                                             | 74                                                             | 85                                                             | 98                                                             | 54                                                             | 65                                                             | 80                                                             | 77                                                             | 77                                                             | 83                                                             | uit                                                            |

## Singles
- Always Where I Need To Be was de eerste single van het album. De single behaalde de 10e positie in de Mega Top 50 en de 27e positie in de Top 40. In de UK Singles Chart stond de single op nummer 3.
- Shine On kwam uit als tweede single.
- Mr Maker werd als derde single uitgebracht.[1]